# 레이둥역
레이둥역(중국어 정체자: 利東, 광둥어 예일: Leihdūng)은 홍콩 지하철 남공도선의 역으로, 홍콩섬 남구 압레이차우의 윅과이산 (존스턴산) 옆에 위치해 있다.
역명은 근처의 레이둥 단지에서 따왔으며, 압레이자우 스트리트 쪽 지역도 역세권에 해당된다. 위온 지방법원과 레이둥 단지 바로 아래에 위치해 있다. 2016년 12월 28일에 남공도선 전 구간 개통과 함께 문을 열었으며, 홍콩의 최남단 철도역이다.

## 역사
역 시공은 2011년 5월 체결된 904번 계약에 따라 리프턴 컨트랙터와 존 홀랜드 합작투자회사가 맡았다. 해당 회사는 호이이분도역과 터널 구간의 시공도 맡았으며, 발파공사로 작업이 이루어졌다.
2016년 12월 28일 남공도선 전구간 개통과 함께 문을 열었다.

## 역 배치
| G         | 지상층                     | 출구                                           |
| L7        | 대합실                     | 고객 서비스, MTR상점, 자판기, ATM              |
| L7        | 대합실                     | 옥토퍼스 충전기                                |
| L8 승강장 | 승강장 2                   | → 남공도선 감중 (애드미럴티) 방면 (웡죽항) →   |
| L8 승강장 | 섬식 승강장, 오른쪽문 열림 |                                                |
| L8 승강장 | 승강장 1                   | ← 남공도선 호이이분도 (사우스 허라이즌스) 방면 |

2선 1면 섬식 승강장 구조의 지하역이다. 역 북쪽으로는 헝공자이 해협을 건너는 철도교량인 헝공자이 해협교 너머로 이어진다.
역내에는 <Dawn of a New Day>와 <Journeys Along the South Island Line (East)>라는 제목의 벽화가 설치되어 있다. 렁칭만 (Leung Ching-man)과 섬섬즈 (Sum Sum Tse)의 지도로 현지 어린이들이 그린 작품이며, A출구 통로와 대합실, B출구 엘리베이터에 설치되어 있다.

### 입구/출구
레이둥역에는 출구가 3개 있다. 레이퉁 단지 버스 터미널(Lei Tung Estate Bus Terminal) 쪽 출구는 에스컬레이터가 아닌 엘리베이터를 통해 대합실로 이어지는데 이는 승강장이 지하 40m 깊이에 위치해 있기 때문이다. A출구에서 B출구로 이동하는 경우에는 승차 구역으로 들어갈 필요 없이 바로 연결된다.
- A1 : 압레이자우 스트리트 (지상층 )[4]
- A2 : 압레이자우교 로드 (엘리베이터 )[4]
- B : 레이둥 단지, 레이둥 상업센터, 택시 승강장, 버스 터미널 (총 4개 엘리베이터  )[4]